# Leo Iorga
Leonard Iorga (n. 2 decembrie 1964, Arad, România – d. 2 noiembrie 2019, București, România) Leo Iorga a fost un muzician român, vocalist al formațiilor Pacific, Cargo, Compact, Schimbul 3, Pacifica, PACT by Leo Iorga & Adi Ordean și Compact B.

## Biografie
Începe să cânte la 14 ani ca toboșar în trupa liceului "Ioan Slavici". Până în 1985 colaborează cu grupul "Pacific". În 1988 activează ca vocalist în formația Cargo lansând hiturile "Brigadierii", "Povestiri din gară" și "Erata". 1989 ian se casatoreste cu Paula Iorga care a fost langa el pana in ultima clipă 2noe 2019. A avut cu soția lui Paula 2 copii Edy Iorga (n.1989) și Paul Iorga( n.1996) Din toamna anului 1988 până în 1996 e vocalistul formației Compact în componența: Leo Iorga, Adrian Ordean, Vlady Cnejevici, Teo Peter, Emil Laghia și Leluț Vasilescu, formație catalogată de Florian Pittiș și de mulți alții drept "formula de aur a Compactului".
Cu Leo Iorga ca vocalist, trupa Compact cântă la festivalul "Mitt Ein Ander" de la Berlin în anul 1989. Au trei turnee în Republica Moldova (1988, 1990, 1992). În 1990 participă la turneul "British Rock for Romania" alături de trupele Crazy Head , Jesus Jones și Skin Games. În 1992 participă la festivalul "Rock '92", alături de două nume celebrități ale rock-ului mondial: Uriah Heep și Ian Gillan Band, iar în 1993 susține două concerte (în Brașov și Sofia) alături de legendara trupă Nazareth. În 1994, cântă la "Skip Rock Festival" alături de celebrul grup Jethro Tull. În 1993, 1994 și 1995 iau parte la turneul Marlboro Music alături de Holograf, Iris și Direcția 5.
Din 1997 până în 2001 a cântat alături de Adrian Ordean, George Patranoiu, Mario Ticlea, Bobi Stoica, Anca Neacșu, Irina Nicolae, Paul Pampon Neacșu, Cătălin "Bibanu" Dalvarea și Andi Savastre în formația Schimbul 3.
Din 2003 până în 2019, a activat alături de formația Pacifica.

## Formații în care a activat
- Pacific - circa 1982
- Cargo - 1988
- Compact - 1988-1996
- Schimbul 3 - 1997-2001
- Pacifica - 2003-2019
- Pact - by Leo Iorga & Adi Ordean - 2013-2016
- Compact B - 2017-2019

Pact a fost un proiect muzical format de Leo Iorga și Adi Ordean. Acesta s-a bucurat de o componență de legendă în istoria pop-rock-ului românesc: Leo Iorga – vocal, Adrian Ordean – chitară, Marian Mihăilescu – chitară bas, Răzvan Gorcinsky – tobe și Alex Ardelean – chitară.
Începând cu anul 2017, după 22 de ani, se alătură ca invitat al legendarei trupe COMPACT B, într-o componență de excepție: Costi Cămărășan (fondatorul formației Compact) - chitară, Leluț Vasilescu - tobe, Adrian Ordean - chitară, Adrian ''Coco'' Tincă - chitară bas și Adrian Kiseleff - clape.

## Lupta cu boala
La începutul anului 2011, Leo Iorga a fost diagnosticat cu cancer pulmonar, după ce și-a agravat starea de sănătate, fumând uneori chiar și patru pachete de țigări pe zi. El s-a operat în februarie 2011 pentru extirparea tumorii de la plămâni.
Pe 9 mai 2014, artistul a suferit o operație pe creier, în urma depistării unei metastaze.